# Mänttä-Vilppula

Położenia na mapie Finlandii

Mänttä-Vilppula (szw. Mänttä-Filpula) − miasto i gmina w Finlandii w regionie Pirkanmaa. Powstało 1 stycznia 2009 roku przez połączenie miast Mänttä i Vilppula. Gmina jest fińskojęzyczna.
Gmina ma 11 510 mieszkańców (31 marca 2010) i zajmuje 657,1 km², z czego 122,61 km² stanowi woda.
W okolicy znajdują się jeziora Ruovesi, Kuorevesi i Keurusselkä.
Herb miasta został zaprojektowany przez Olofa Erikssona.

## Sąsiadujące gminy
- Keuruu
- Jämsä
- Juupajoki
- Ruovesi
- Virra